# Wojna Guaraní
Wojna Guaraní (port. Guerra Guaranítica, hiszp. Guerra Guaranítica) – konflikt zbrojny w latach 1754-60 pomiędzy plemionami Guaraní z misji jezuickich a połączonymi wojskami hiszpańskimi i portugalskimi. Konflikt wybuchł w odpowiedzi na postanowienia Traktatu Madryckiego (1750), który ustanowił linię demarkacyjną pomiędzy hiszpańskimi i portugalskimi koloniami w Ameryce Południowej.

## Tło historyczne
Pierwsze misje jezuickie (redukcje) w Ameryce Południowej powstały na początku XVII wieku na terenie Brazylii, Paragwaju i Argentyny. Misje przetrwały ok. 150 lat, a w szczytowym momencie, w pierwszej połowie XVIII wieku, 30 osad zamieszkiwało nawet 300 tys. Indian Guaraní.  Na terenie redukcji powstawały darmowe szkoły, szpitale i inne usługi publiczne. Nawróceni Indianie pracowali na ziemi należącej do misji, a produkty tam wytwarzane należały do całej społeczności. Jezuici chronili zamieszkujących misje Indian przed łowcami niewolników i bandeirantes, którzy eksplorowali ziemie Ameryki Południowej, poszerzając terytoria należące do korony portugalskiej.   
W 1680 roku Portugalczycy utworzyli miasto Nova Colônia do Santíssimo Sacramento, obecnie Colonia del Sacramento na terenie dzisiejszego Urugwaju. Chcieli w ten sposób poszerzyć swoje wpływy w regionie La Platy, który leżał również w strefie zainteresowania Hiszpanów. Ci ostatni w 1735 roku zajęli tę portugalską osadę. Hiszpanie i Portugalczycy podejmowali próby łagodzenia granicznych konfliktów, a jedną z nich był Traktat Madrycki z 1750 roku. 

## Traktat Madrycki 1750
Traktat madrycki został podpisany 13 stycznia 1750 roku i określał podział hiszpańskich i portugalskich kolonii w Ameryce Południowej. Portugalia oddała Hiszpanii miasto Colonia del Sacramento, tereny przylegające do Rio de la Plata i zapewniła swobodną żeglugę po rzece. Sama otrzymała w zamian siedem osad, znanych jako Sete Povos das Missões. Dotychczasowi mieszkańcy tych osad, zarówno hiszpańscy jezuici, jak i ok. 30 tys. Indian Guaraní, mieli je opuścić i przeprowadzić się na ziemie należące do Hiszpanii. 
Ani jezuici ani Indianie nie chcieli dostosować się do postanowień traktatu. Indianie obawiali się, że powrót na terytorium kontrolowane przez Hiszpanię narazi ich na ataki ze strony łowców niewolników. Jezuici nie chcieli porzucić dobrze prosperujących gospodarstw rolnych i hodowli bydła.

## Przebieg rewolty
Jezuici uzbroili mieszkających w redukcjach Indian Guaraní, aby ci mogli stawić skuteczny opór połączonym wojskom Hiszpanii i Portugalii, próbującym wyegzekwować warunki Traktatu Madryckiego. W latach 1754–60 trwał krwawy konflikt, który zebrał śmiertelne żniwo wśród Indian i doprowadził do zniszczenia wielu redukcji jezuickich. Ponad 30 tys. Indian zginęło lub zostało wziętych w niewolę. Największą i najbardziej krwawą bitwą podczas wojny Guaraní była bitwa pod Caiboaté 10 lutego 1756 roku, w której zginęło ponad 1500 Indian. Straty po drugiej stronie szacuje się na 4 żołnierzy. Trzy dni wcześniej, 7 lutego zginął lider wojsk Guaraní, Sepé Tiaraju. 
W 1761 roku Hiszpania i Portugalia podpisały nowy traktat w El Pardo, anulujący postanowienia Traktatu Madryckiego.   Kolejny traktat z San Ildefonso podpisany w 1777 roku, oddawał Hiszpanii Colonia del Sacramento i Sete Povos das Missões, a Portugalii ziemie w obecnym stanie Rio Grande do Sul i wyspę Ilha de Santa Catarina.